# Georges-Maurice de Saxe-Altenbourg
 (août 2018).
Si vous disposez d'ouvrages ou d'articles de référence ou si vous connaissez des sites web de qualité traitant du thème abordé ici, merci de compléter l'article en donnant les références utiles à sa vérifiabilité et en les liant à la section « Notes et références ».
Titre
Prétendant au trône de Saxe-Altenbourg
22 mars 1955 – 13 février 1991
(35 ans, 10 mois et 22 jours)
Georges-Maurice de Saxe-Altenbourg, né le 13 mai 1900 à Potsdam, décédé le 13 février 1991 à Rendsburg, fut le dernier chef de la Maison ducale de Saxe-Altenbourg. Il était engagé dans l'anthroposophie.

## Biographie
Le prince Georges-Maurice de Saxe-Altenbourg est le deuxième enfant et le fils du prince Ernest de Saxe-Altenbourg et de la princesse Adélaïde de Schaumbourg-Lippe. Son père devient duc en 1908 et la famille déménage alors de Potsdam au château d'Altenbourg, où le jeune prince Georges-Maurice habite jusqu'à l'âge de treize ans pendant les vacances scolaires. Le prince est en effet éduqué au lycée du roi Georges (de) à Dresde, à partir de 1913, puis il entre au 153e régiment de la 8e division d'infanterie de Thuringe que son père commande. Conséquemment à la défaite militaire de l'empire et aux mouvements révolutionnaires qui embrasent l'Allemane, son père abdique le 13 novembre 1918.
Le prince entre dans sa jeunesse en contact avec Siefried Pickert et découvre l'anthroposophie. Les membres de ce courant de pensée, interdit pendant toute la période du nazisme, se réunissent au château d'Hamborn, acheté par Siegfried Pickert, et le prince est fort actif aux réunions à partir de 1931. Il éduque des enfants à partir des idées de la pédagogie Waldorf au château jusqu'en 1941, date à laquelle le régime nazi ferme l'établissement. Il est emprisonné par la Gestapo pendant plus de neuf mois, avec un autre anthroposophe, Adolf Ammerschläger.
Le prince retourne au château en 1946, où l'on installe un internat, selon la méthode de Rudolf Steiner. Il passe une vingtaine d'années dans cet environnement, puis entre dans différentes associations sociales, habitant dans un petit appartement au château, où il vit entouré de son immense bibliothèque.
Le prince Georges-Maurice de Saxe-Altenbourg, retiré du monde, ne se maria jamais et n'eut donc pas d'héritiers. La Maison de Saxe-Altenbourg s'éteignit avec lui en 1991.